# Арцелін
Арцелін (пол. Arcelin) — село в Польщі, у гміні Плонськ Плонського повіту Мазовецького воєводства.
Населення — 363 особи (2011).
У 1975-1998 роках село належало до Цехановського воєводства.

## Демографія
Демографічна структура станом на 31 березня 2011 року:
|          | Загалом | Допрацездатний вік | Працездатний вік | Постпрацездатний вік |
| -------- | ------- | ------------------ | ---------------- | -------------------- |
| Чоловіки | 185     | 55                 | 110              | 20                   |
| Жінки    | 178     | 31                 | 106              | 41                   |
| Разом    | 363     | 86                 | 216              | 61                   |